# Ilias Nikas
Ilias Nikas (gr. Ηλίας Νικας; ur. 16 kwietnia 1964 w Atenach) – grecki judoka. Olimpijczyk z Barcelony 1992, gdzie zajął 21. miejsce w wadze półciężkiej.
Uczestnik mistrzostw świata w 1991. Startował w Pucharze Świata w 1992. Brał udział w mistrzostwach Europy w 1990 i 1992. Brązowy medalista igrzysk śródziemnomorskich w 1991 roku.

## Letnie Igrzyska Olimpijskie 1992
| Konkurencja | Eliminacje                | Klas. końcowa |
| Konkurencja | Przeciwnik I              | Miejsce       |
| ----------- | ------------------------- | ------------- |
| 95 kg       | Belarmino Salgado (CUB) P | 21.           |